# Thomas Midgley Jr.
Pour les articles homonymes, voir Midgley.
Thomas Midgley Jr. (1889-1944) est un ingénieur américain formé à la mécanique mais rapidement devenu chimiste et inventeur dans le domaine de l'automobile, des carburants et des caoutchoucs synthétiques.
Il a cofondé et codirigé Ethyl Gasoline Corp. qui a été et reste le premier producteur mondial d'additifs de carburants, et en particulier du plomb tétraéthyle. Membre actif durant plus de 30 ans de l'American Chemical Society, il a aussi été nommé membre de l'académie des sciences américaine peu avant sa mort accidentelle.
Il s'est principalement fait connaître pour avoir développé deux inventions qui ont marqué le XXe siècle : le plomb tétraéthyle, un additif antidétonant pour carburants, et les chlorofluorocarbures (CFC), utilisés durant la Seconde Guerre mondiale comme diffuseur atmosphérique de répulsifs chimiques contre les insectes (et tant demandés par les armées, qu'on en a manqué pour la réfrigération et la climatisation), mais surtout massivement utilisés dans le monde durant plusieurs décennies dans les aérosols et systèmes de climatisation.
Malgré leur utilité apparente, ces deux produits se sont révélés gravement nocifs pour l'environnement et pour la santé.
Thomas Midgley Jr. est considéré comme l'une des personnes ayant causé le plus de dommages à la couche d'ozone dans l'Histoire humaine.

## Biographie

### Enfance et études
Thomas Midgley Jr. est né à Beaver Falls en Pennsylvanie (États-Unis) le 18 mai 1889. Son enfance a baigné dans un climat de créativité : son père Thomas Midgley était un inventeur prolifique. Certaines de ses inventions portaient sur l'automobile. Sa mère, Hattie (Emerson) Midgley était la fille de James E. Emerson, inventeur d'une scie à dents insérables (inserted-tooth saw), qu'il a fait breveter en 1884 et qui habitait également Beaver Falls. L'un de ses ancêtres aurait été un employé de James Watt.
À l'âge de 4 ans, il déménage avec sa famille à Trenton dans le New Jersey et deux ans plus tard à Columbus dans l'Ohio. Il y habitera à plusieurs reprises, ou dans les environs.
En 1905 il étudie à la Betts Academy de Stamford dans le Connecticut pour préparer des études supérieures. Selon son professeur de chimie H. M. Robert, il y est fasciné par la classification périodique des éléments. Selon Charles Franklin Kettering, durant ses années de recherche, Midgley avait toujours un tableau périodique sur lui.
Il entre ensuite à l’Université Cornell, située près de la ville d’Ithaca (État de New York), pour des études de mécanique. Il en sort diplômé en 1911.

### Carrière professionnelle
Son premier emploi au sein d'une société productrice de caisses enregistreuses, la National Cash Register Company située à Dayton dans l'Ohio, qui deviendra la NCR Corporation, valorisera ses compétences en mécanique. Il est designer et élabore des prototypes de nouveaux modèles (au département des inventions no 3 de l'entreprise) et où son futur associé Kettering a également fait ses débuts professionnels quelques années plus tôt. Midgley y travaillera un an avant de partir pour aller assister son père a améliorer la conception de pneus, ce qui le conduit à devenir ingénieur et surintendant de l'entreprise créée pour fabriquer les pneus qu'il a améliorés. Durant cette période qui le rapproche du monde de l'automobile, il invente aussi un hydromètre destiné à permettre aux automobilistes de vérifier le niveau d'alcool antigel du radiateur en hiver (il s'agissait de deux boules de caoutchouc de densité différente dont l'une doit flotter et l'autre couler quand le taux d'alcool dans l'eau est ajusté).
L'entreprise de fabrique de pneus qu'il gère fait rapidement faillite. Il cherche alors un nouveau travail et décide de proposer ses services à Kettering dont il a entendu parler quand il travaillait dans le département des inventions de l'entreprise de caisses enregistreuses. Entre-temps Kettering avait créé une nouvelle société d'ingénierie (la Dayton Engineering Laboratories Company, qui deviendra DELCO puis Delco Electronics) avec Edward Andrew Deeds (en) et l'un de ses anciens collègues W. A. Chryst, débauché de l'entreprise de caisses enregistreuses. En 1916, il embauche Midgley, âgé de 27 ans, dans son "équipe de recherche".
Son premier travail est de terminer un prototype en cours d'hydromètre devant indiquer le degré de charge d'une batterie destinée à apporter de la lumière dans les fermes (pour l'entreprise Delco).
Kettering (dont l'entreprise Delco maîtrise déjà l'allumage par batterie et le self-starter) a ensuite suggéré à Midgley de comprendre au moyen d'un manographe ce qui se passait dans un moteur lors du cliquetis. Il constate que le choc ne se fait pas au moment de la pré-ignition, mais après l'ignition. Ils ont l'idée de colorer l'essence en rouge pour lui faire absorber les infrarouges et limiter la détonation (le noir n'eut-il pas été plus intéressant ? ; selon Kettering devant l'académie des sciences américaines : « cette théorie leur est venue car ils savaient tous deux  que les feuilles des arbousiers ont le dos rouges et qu'ils grandissent et fleurissent sous la neige »). Sur le moment ils ne trouvent pas d'autre colorant que de l'iode de pharmacie. Ils en mettent dans l'essence, et à leur grande surprise, le moteur ne fait plus de cliquetis, mais ils ne savent pas si cela est dû à la couleur ou à une autre propriété de l'iode. Ils testent une encre rouge (colorant à base d'aniline) mais cela ne fonctionne pas. Ils testent alors de l'iode éthylé (aussi dit « iodoéthane »), peu coloré mais qui fonctionne comme anti-cliquetis. C'était donc l'iode et non la couleur qui agissait. Midgley décide alors de faire des tests pour savoir si le cliquetis a une cause physique ou chimique.

#### La période de la guerre
Ses activités sont provisoirement interrompues par la Première Guerre mondiale. Pour les besoins de l'armée, le laboratoire Delco est missionné pour mettre au point une torpille volante, et Midgley doit concevoir son système de contrôle (l'engin sera mis au point mais l'armée n'aura pas le temps de l'utiliser avant la fin de la guerre)[réf. nécessaire].
Midgley travaille aussi avec le Bureau des Mines (en) à mettre au point un meilleur carburant pour les avions, capable d'alimenter des moteurs plus puissants, mais le nouveau moteur Liberty connait aussi des problèmes de cliquetis. On entend dire que les Allemands n'utilisent que du cyclohexane comme carburant dans leurs avions de combat. Même si cela n'est pas vrai, les tests faits par Midgley et son groupe montrent que le cyclohexane peut effectivement améliorer le taux de compression dans le moteur des kérosènes disponibles en 1916. Il produit plusieurs barils de benzène hydrogéné (par catalyse) mélangé avec 30 % de benzène. Ce carburant est hautement toxique et fumant (peut être le premier carburant entièrement synthétique selon Kettering), mais selon les tests faits au sol et en l'air, la puissance du moteur en est améliorée. Il ne sera cependant pas utilisé car, en 1918, la guerre se termine. Midgley a compris durant cette période que le cliquetis n'avait pas une cause physique, mais chimique.

#### Entre les deux guerres
Midgley se passionne alors pour la chimie et intègre comme ingénieur chimiste l’un des laboratoires de recherche de la compagnie multinationale General Motors. Celle-ci vient d'inventer un moteur potentiellement plus puissant que celui de ses concurrents, mais qui ne supporte pas l'essence normale dont l'explosion dans la chambre de compression provoque un cliquetis et une dégradation prématurée des soupapes. Son premier travail sera de trouver une solution - industriellement et économiquement intéressante - à ce problème. Il découvre et teste plusieurs antidétonants à base d'iode, d'azote, de phosphore, d'arsenic, d'antimoine, de sélénium ou de tellure, plusieurs de ces éléments chimiques étant largement disponibles car industriellement produits pour les besoins de la guerre, mais ils présentaient tous un ou plusieurs inconvénients par rapport au plomb selon Kettering. Un autre problème est à résoudre : le plomb se dépose dans le moteur et l'endommage. Il faut donc d'autres additifs pour empêcher qu'il se dépose et pour l'évacuer sous forme de vapeur avec les vapeurs de combustion via le pot d'échappement. Le brome parait un bon candidat et s'avère utile pour cela, mais il est à cette époque très rare. Midgley s'emploie donc à développer une méthode pour l'extraire de l'eau de mer (où il est présent à la très faible dose de 65 parties par million) ou de résidus salins. Il s'emploie ensuite à convaincre de gros investisseurs de le suivre et à convaincre le public de l’innocuité et des grands progrès que représentent le plomb tétraéthyle en dépit de sa toxicité.

### Deux inventions majeures

#### Un additif plombé pour l'essence

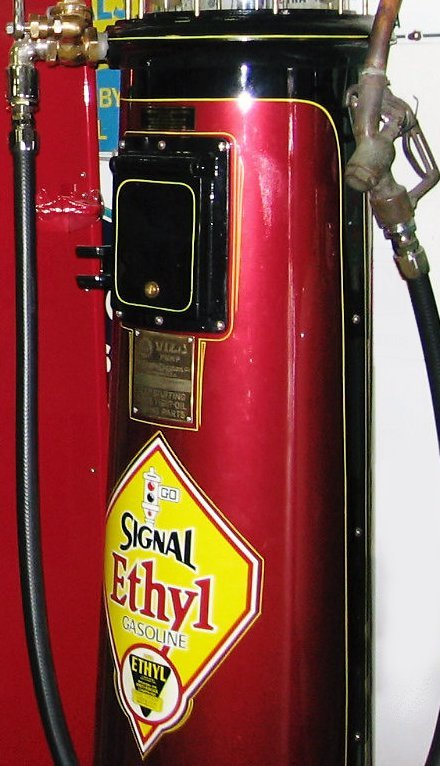
Ancienne pompe à essence avec étiquetage signalant la présence de l'additif inventé par Thomas Midgley Jr., fabriqué et distribué par Ethyl Gasoline Corp. (collection privée, origine : Californie).

Très vite, sous la direction d'un autre chimiste et inventeur, Charles Franklin Kettering, dans le Secteur Carburant du Laboratoire de la General Motors Research Corporation, en lien avec le laboratoire de chimie appliquée du MIT, Midgley découvre les propriétés de l’essence plombée et sa capacité à empêcher le phénomène de cliquetis dans les moteurs à combustion interne.
Il dépose (en son nom propre) un brevet (U.S. Patent No. 1,592,954) sur la fabrication de la molécule organométallique (le plomb tétraéthyle qu'il a testé comme antidétonant). Il publie avec T. A. Boyd en 1922 un article sur le « contrôle chimique » de la détonation instantanée de la vapeur d'essence dans un moteur à explosion mise en évidence dès 1881 par Bertholet et LeChatellier. Cet article était intitulé « The Chemical Control of Gaseous Detonation with Particular Reference to the Internal-Combustion Engine ». Il publie au mois de mai de l'année suivante (1923), avec deux autres chimistes (Carroll. A Hochwalt et George Calingaert, et dans la même revue) un second article intitulé « A new metallo-organic compound : diplumbic hexaethyl ».
Avec Kettering, il devient dirigeant d'une entreprise (Ethyl Gasoline Corporation) fondée par General Motors et Exxon qui en sont alors seuls propriétaires à parts égales) qui doit fabriquer et vendre de grandes quantités de cet additif.
Mais un problème grave survient avec la mort de plusieurs personnes payées pour préparer un prototype industriel.
En août 1925, il publie, seul cette fois, et en se mettant en situation de conflit d'intérêts, un nouvel article où il explique que quelques mois plus tôt (à l'automne 1924) cinq personnes sont accidentellement décédées d'un empoisonnement par le plomb (saturnisme) lors d'un test de production industrielle de production de plomb tétraéthyle. Il explique que cette information rapportée par la presse risque de mettre en péril l'utilisation du plomb tétraéthyle comme additif de l'essence, additif qu'il présente comme bénéfique pour le public qui pourra ainsi bénéficier de moteurs à haut taux de compression, plus puissants, émettant moins de monoxyde de carbone grâce à une combustion plus complète et permettant d'économiser le pétrole. Il y prétend que « pour ce qu'en peut dire la science à ce moment » (« So far as science knows at the present time »), le plomb tétraéthyle est la seule molécule à pouvoir rendre ces services et que « ces services ont une telle importance pour la continuité économique de l'utilisation de tous les équipements automobiles, que sauf s'il existait un grave et inéluctable danger à fabriquer le plomb tétraéthyle, son abandon ne peut être justifié ». Il reconnait que cet additif est un poison et qu'il est d'autant plus dangereux qu'« il peut entrer dans le corps par inhalation et la voie cutanée autant que par ingestion », et que c'est un « poison lent » (ce qui n'est d'ailleurs pas exact au-delà d'une certaine dose), mais il explique que - à la suite de l'expérience, qui, bien que coûteuse, semble néanmoins avoir été la seule source d'apprentissage possible, les symptômes de l'empoisonnement au plomb tétraéthyle sont maintenant connus et ils diffèrent de ceux du saturnisme classique « familier à l'industrie du plomb », ce qui – toujours selon l'auteur – permet à un médecin bien formé de détecter l'affection avant l'apparition des plus petits dangers pour la santé. L'auteur n'évoque pas les seuils de toxicité, ni le fait qu'on aurait pu tester le produit sur le modèle animal). Dans cet article, il se présente comme membre de Ethyl Gasoline Corporation (qu'il codirige), et non comme employé de General Motors (qui est actionnaire à 50 % de Ethyl Gasoline Corporation).
Il insiste dès l'introduction de son article sur le fait que si un danger existait, il pourrait être maitrisé par le respect de règles simples de sécurité et de surveillance (les ouvriers ne seront empoisonnés que s'ils ont un risque d'être exposé au produit). Le risque toxique ne saurait en outre s'exprimer que (selon lui) dans quelques circonstances maitrisables :
1. dans les usines de production chimique du produit (mais sans risque plus grave ou moins évitable que lors la production d'autres produits chimiques dangereux, citant en exemple le bichlorure de mercure, vingt fois plus dangereux que le plomb tétraéthyle). Midgley estime que des habits et conditions de travail appropriés, avec une bonne ventilation des lieux de travail et une surveillance adéquate des ouvriers supprimera tout risque d'intoxication ;
2. lors de la manipulation du produit et de son mélange dans l'essence ;
3. lors de la manipulation de l'essence plombée ;
4. éventuellement en cas d'usage impropre de l'essence plombée.

Thomas Midgley Jr. évoque la chambre de combustion où la molécule est détruite, mais en produisant du plomb, sans évaluer les risques posés par ce plomb quand il est émis par des milliers ou millions de voiture. Ce qu'il présente comme un progrès pour l'humanité sera l'une des pires catastrophes environnementales. Son produit libérera dans l'atmosphère via la combustion de milliards de litres d’essence une grande quantité de plomb toxique, qui provoquera et provoque encore de graves problèmes écotoxicologiques et de santé à travers le monde, notamment chez les ouvriers responsables de sa fabrication et chez tous les gens qui vivent près d'axes routiers fréquentés par des voitures roulant à l'essence plombée.
En 1924, Thomas Midgley Jr. lui-même dut prendre du repos à cause de sa propre intoxication, mais il garda cette information secrète et participa à une conférence de presse visant à démontrer le caractère inoffensif de cette substance. Pour ce faire, il respira une grande et longue bouffée d’essence plombée pendant près d’une minute et déclara qu’il pourrait faire cela chaque matin sans soucis pour sa santé.

#### Les CFC
Après les déboires de son essence plombée, que néanmoins « Ethyl Corp » continuera à produire (avec un quasi-monopole jusqu'à nos jours), Midgley inventa les halogénoalcanes pour « s’excuser au monde entier », après avoir entendu parler des fuites de réfrigérateurs causant de nombreux morts (les réfrigérateurs fonctionnaient alors avec du gaz naturel puis avec du tétrafluorométhane qui pouvait exploser en cas de fuite et d'étincelle).
Après s'être intéressé au fluor, Midgley dépose en 1928 un brevet sur les CFC, et deux ans plus tard en 1930, le premier CFC, le dichlorodifluorométhane (CF2Cl2), est produit, succédant au tétrafluorométhane (CF4).
Ce produit fut testé pendant plus d’un an sans que ne soient découverts d'effets adverses. Cette nouvelle substance fut même qualifiée de « miraculeuse ». Et comme à son habitude, pour démontrer la non-toxicité et la non-inflammabilité de son nouveau produit devant la société chimique américaine, il inhala, devant des yeux ébahis, et exhala le gaz sur une bougie qui s’éteignit aussitôt dans un tonnerre d’applaudissements.
L'époque des CFC était venue et, à cette époque, personne ne semble encore soupçonner leur impact destructeur sur la couche d'ozone ou leur qualité de gaz à effet de serre.

### Les dernières années de carrière

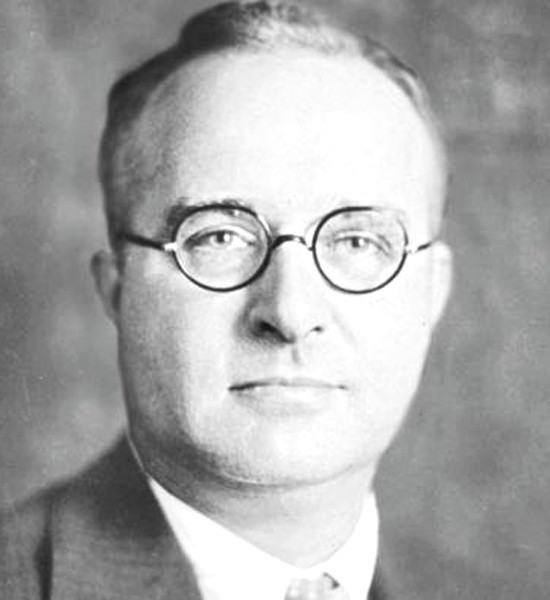
Thomas Midgley Jr. dans les années 1930-1940.

Thomas Midgley Jr. travaille à la fois pour Ethyl Corp dont il est vice-président (et directeur général) jusqu'à sa mort accidentelle en 1944 et pour le laboratoire de General Motors au sein duquel il développe des recherches sur la vulcanisation et le caoutchouc (il a écrit environ 90 publications à ce sujet).
Durant sa carrière, il va côtoyer de nombreux chimistes, et sera un membre influent de l'American Chemical Society où il sera membre du conseil d'administration de l'association de 1930 à 1944, et président en 1944, année de sa mort.

### Maladie et fin de vie
Atteint de poliomyélite et victime de symptômes qui pourraient aussi être au moins en partie attribués au plomb, Thomas Midgley Jr. dut prendre sa retraite en 1940.
Il conçut un système de harnais pour faciliter les mouvements d'entrée et de sortie de son lit (la poliomyélite est un virus, véritable fléau dans les années 1940-1950, s’attaquant à la substance grise de la moelle épinière et provoquant une paralysie des membres inférieurs ou parfois totale).
Le 2 novembre 1944, à Worthington, il mourut d’une façon étrange : retrouvé étranglé dans ses câbles, en quelque sorte victime de sa propre ingéniosité.
Thomas Midgley Jr. est mort à l’âge de 55 ans, persuadé que les CFC étaient une des inventions les plus bénéfiques pour l’humanité (avant qu'on ne constate qu'ils sont peu dégradables, qu'ils détruisent la couche d'ozone et contribuent au réchauffement climatique). Il laisse plus de 170 brevets.

## Postérité
Elle connait d'abord une période où tout comme Charles Franklin Kettering, son ancien chef, devenu ami et codirigeant de l'entreprise Ethyl Gasoline Corporation, il fut d'abord comblé d'honneurs et de médailles pour ses compétences de chimiste, et considéré comme un exemple de génie industriel et commercial créatif et obstiné (on l'a notamment admiré pour avoir réussi à extraire le brome de l'eau de mer alors qu'il n'y est présent qu'en quantité infime, à peine détectable).
L'estime qu'on lui porte alors peut être illustrée par l'éloge que lit publiquement le Pr William Lloyd Evans (titulaire de la « Chemists Gold Medal », réputée être l'une des plus hautes distinctions du monde de la chimie aux États-Unis) :
« Les travaux de recherche de M. Midgley ont reçu une large reconnaissance, comme en témoigne le grand nombre de distinctions qui lui ont été attribuées par les groupes les mieux qualifiés pour évaluer sa contribution à la connaissance humaine. Par l'expérience le profane pourra aussi témoigner la dette qu'il a envers celui qui a tant contribué à rendre la vie plus agréable et efficace. Il a fait de la science un libérateur, et nous nous réjouissons avec lui des satisfactions qui doivent être siennes à voir les fruits de son travail. La postérité reconnaîtra leur valeur permanente »
Puis son histoire s'est peu à peu ternie pour finalement apparaître comme paradoxale et des plus tragiques, ses deux principales inventions ayant fait de lui l'un des responsables de deux des pires catastrophes environnementales du XXe siècle : 
1. une pollution généralisée de toutes les régions habitées de la planète par le plomb (90 % de tout le plomb introduit par l'humanité dans l'atmosphère de 1920 à 2000 viendrait du tétraéthyle de plomb, et il l'a été sous forme de vapeur de plomb, c'est-à-dire sous l'une de ses formes les plus bioassimilables),
2. une dégradation de la couche d'ozone responsable d'une hausse du rayonnement ultraviolet (directement cancérigène et contribuant à former par photochimie les précurseurs de nombreux polluants de l'air, notamment à partir des émissions d'échappement des automobiles que Midgley et son collègue Kettering ont eux-mêmes contribué à développer, au sein d'une entreprise créée par Exxon et General Motors (qui continue à produire des additifs plombés pour l'essence de grands pays en développement).

Même si cette responsabilité était clairement partagée avec son collègue et ami Kettering et avec l'entreprise « Ethyl » alors propriété à parts égales de Exxon et General Motors, qui se sont fait techniquement assister par DuPont, ceci a fait dire (et écrire) à l'historien de l'environnement John R. McNeill que « Midgley (...) eut plus d’impact sur l’atmosphère qu’aucun être vivant quelconque dans l’histoire de la planète ».
Hélio Elael Bonini Viana et Paulo Alves de l'université de São Paulo, le présentent dans un article de 2013 comme un cas pédagogique pour l'éducation et l’enseignement dans le domaine de la chimie et de l'invention de substances nouvelles, tant pour l'essence plombée que pour le cas des CFC. L'histoire de Midgley en tant qu'inventeur et développeur peut illustrer la « nature complexe de la science, notamment dans ses relations aux enjeux technologiques et sociaux, pour la nature non linéaire et non cumulative de son développement, et pour la contribution des personnes de différents milieux à la construction de la connaissance scientifique ». Lors de cette étude de cas, suggèrent les auteurs, les élèves pourront utilement s'appuyer sur la tableau périodique des éléments qui a tant fasciné Midgley et étudier les enjeux éthiques liés aux risques chimiques et industriels. Ce travail pourra aussi ajoutent-ils aider les enseignants en chimie à « agrandir et enrichir leurs points de vue sur la chimie en tant que science et comme profession, et de discuter de ces questions avec leurs élèves ».

## Récompenses
Thomas Midgley Jr. a reçu plusieurs récompenses décernées aux États-Unis dans le domaine de la chimie :
- 1922 : médaille William-H.-Nichols (décernée par la section de New York de l'American Chemical Society) ;
- 1925 : Longstreth Medal (décernée par le Franklin Institute en récompense de son travail sur les moteurs) ;
- 1937 : médaille Perkin (décernée par la section américaine de la Society of Chemical Industry ;
- 1941 : médaille Priestley (décernée par l'American Chemical Society) ;
- 1942 : prix Willard-Gibbs (décerné par la section de Chicago de l'American Chemical Society).

Il a aussi été nommé :
- docteur honoraire en science du College of Wooster (en) en 1936 ;
- membre de l'académie des sciences américaine durant la Seconde Guerre mondiale (en 1942) ;
- docteur honoraire en science de l'université d’État de l'Ohio, également durant la Seconde Guerre mondiale en 1944.